# بولدر مدیا
بولدر مدیا (انگلیسی: Boulder Media) شرکت رسانه‌ای ایرلندی است، که در سال ۲۰۰۰ تأسیس شد.